# Trathala matsumuraeana
Trathala matsumuraeana är en stekelart som först beskrevs av Tohru Uchida 1932.  Trathala matsumuraeana ingår i släktet Trathala och familjen brokparasitsteklar. Inga underarter finns listade i Catalogue of Life.